# Поедуа
Поедуа (також Поетуа, народилася близько 1758 — померла перед 1788) — таїтянська принцеса, дочка вождя (короля) Ореа (Оріо) — правителя острова Раіатеа в архіпелазі Острови Товариства у Тихому океані (зараз Французька Полінезія).
Під час третьої подорожі Джеймса Кука (1776—1779) разом зі своїм батьком, братом та чоловіком була взята у заручники англійцями після того, як двоє моряків утекли на острів Раіатеа. Заручники були поміщені на корабель «Дискавері» й утримувалися до забезпечення вождем Ореа повернення англійських моряків.
Поедуа стала відомою завдяки її портрету пензля офіційного художника третьої експедиції Кука Джона Веббера (написаний 1777 року). Для багатьох сучасників портрет 19-річної таїтянської принцеси став першим уособленням жіночності та краси мешканок Полінезії, оскільки Джон Веббер був першим європейським митцем, котрий працював у цій частині Земної кулі.